# الموئه
الموئه (به اسپانیایی: Olmué) یک شهرستان در شیلی است که در مارگا مارگا واقع شده‌است. الموئه ۲۳۱٫۸ کیلومتر مربع مساحت و ۱۵٬۶۱۱ نفر جمعیت دارد و ۱۴۴ متر بالاتر از سطح دریا واقع شده‌است.